# Bigonville
Bigonville (Luxemburgs: Bungeref, Duits: Bondorf) is een plaats in de gemeente Rambrouch en het kanton Redange in Luxemburg.
Bigonville telt 438 inwoners (2006)

## Omgeving en geschiedenis
Bigonville ligt op 5 km afstand van Martelange op de hoogvlakte van de Ardennen; tussen de hooggelegen akkers en de bossen.
Op enkele kilometers afstand is de bovenloop van de Sûre min of meer afgedamd. In de voormalige watermolen is het hotel en restaurant du Moulin de Bigonville gevestigd. Een eindje verderop ligt het stuwmeer genaamd Lac de la Haute-Sûre. Een van de hogere punten in de omgeving draagt de naam Jardin du Napoleon.
Een oude tank op een heuvel en een plaquette in het dorp herinneren aan het Ardennenoffensief toen het reeds bevrijde dorp weer opnieuw kortdurend door de Duitsers bezet werd.

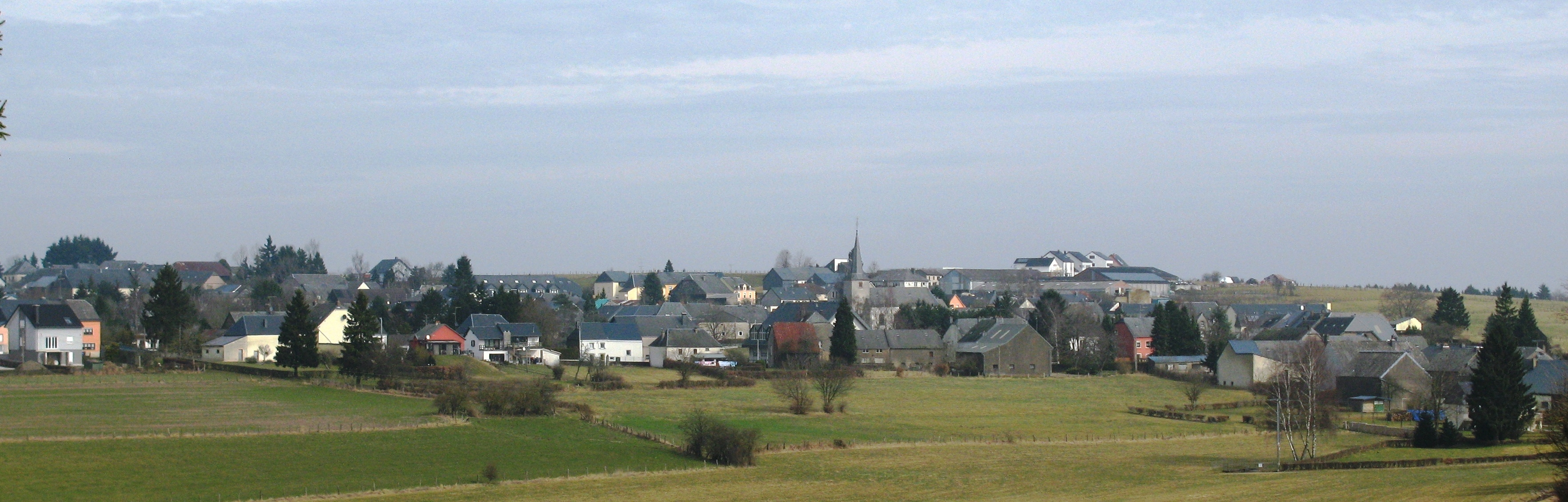
Bigonville in maart 2009

Arsdorf · Bigonville · Bilsdorf · Eschette · Folschette · Haut-Martelange · Holtz · Hostert · Koetschette · Perlé · Rambrouch · Rombach · Schwiedelbrouch · Wolwelange

Luxemburgse gemeenten · Kanton Redange · Luxemburg